# WNBA Rookie of the Year Award
WNBA Rookie of the Year Award – coroczna nagroda żeńskiej ligi koszykówki Women's National Basketball Association (WNBA) przyznawana od 1998 roku najlepszej debiutantce sezonu zasadniczego WNBA. 
Laureatka nagrody jest wybierana przez panel złożony z dziennikarzy sportowych z całych Stanów Zjednoczonych. Każdy z nich oddaje głos na pierwsze, drugie i trzecie miejsce. Pierwsze miejsce otrzymuje pięć punktów, drugie - trzy, trzecie - jeden. Zawodniczka z najwyższą sumą punktów, bez względu na liczbę pierwszych miejsce w głosowaniu, otrzymuje nagrodę.
Laureatka z 2003 roku Cheryl Ford oraz z 2011 - Maya Moore są jedynymi zawodniczkami w historii (stan na 2015), które zdobyły tytuł debiutantki roku oraz mistrzostwo WNBA w tym samym sezonie.
Zwyciężczyni z 2008 roku Candace Parker została pierwszą w historii zawodniczką, która uzyskała w głosowaniu komplet punktów. Jako pierwsza uzyskała też nagrodę dla najlepszej debiutantki oraz tytuł MVP rozgrywek zasadniczych, podczas tego samego sezonu. W NBA, jedynie Wilt Chamberlain i Wes Unseld dokonali tego samego.

## Laureatki
| Sezon | Zawodnik            | Nar.              | Zespół             | Draft | Draft |
| Sezon | Zawodnik            | Nar.              | Zespół             | Wybór | Rok   |
| ----- | ------------------- | ----------------- | ------------------ | ----- | ----- |
| 1998  | Tracy Reid          | Stany Zjednoczone | Charlotte Sting    | 7     | 1998  |
| 1999  | Chamique Holdsclaw  | Stany Zjednoczone | Washington Mystics | 1     | 1999  |
| 2000  | Betty Lennox        | Stany Zjednoczone | Minnesota Lynx     | 6     | 2000  |
| 2001  | Jackie Stiles       | Stany Zjednoczone | Portland Fire      | 4     | 2001  |
| 2002  | Tamika Catchings    | Stany Zjednoczone | Indiana Fever      | 3     | 2001  |
| 2003  | Cheryl Ford         | Stany Zjednoczone | Detroit Shock      | 3     | 2003  |
| 2004  | Diana Taurasi       | Stany Zjednoczone | Phoenix Mercury    | 1     | 2004  |
| 2005  | Temeka Johnson      | Stany Zjednoczone | Washington Mystics | 6     | 2005  |
| 2006  | Seimone Augustus    | Stany Zjednoczone | Minnesota Lynx     | 1     | 2006  |
| 2007  | Armintie Price      | Stany Zjednoczone | Chicago Sky        | 3     | 2007  |
| 2008  | Candace Parker      | Stany Zjednoczone | Los Angeles Sparks | 1     | 2008  |
| 2009  | Angel McCoughtry    | Stany Zjednoczone | Atlanta Dream      | 1     | 2009  |
| 2010  | Tina Charles        | Stany Zjednoczone | Connecticut Sun    | 1     | 2010  |
| 2011  | Maya Moore          | Stany Zjednoczone | Minnesota Lynx     | 1     | 2011  |
| 2012  | Nneka Ogwumike      | Stany Zjednoczone | Los Angeles Sparks | 1     | 2012  |
| 2013  | Elena Delle Donne   | Stany Zjednoczone | Chicago Sky        | 2     | 2013  |
| 2014  | Chiney Ogwumike     | Stany Zjednoczone | Connecticut Sun    | 1     | 2014  |
| 2015  | Jewell Loyd         | Stany Zjednoczone | Seattle Storm      | 1     | 2015  |
| 2016  | Breanna Stewart     | Stany Zjednoczone | Seattle Storm      | 1     | 2016  |
| 2017  | Allisha Gray        | Stany Zjednoczone | Dallas Wings       | 4     | 2017  |
| 2018  | A’ja Wilson         | Stany Zjednoczone | Las Vegas Aces     | 1     | 2018  |
| 2019  | Napheesa Collier    | Stany Zjednoczone | Minnesota Lynx     | 6     | 2019  |
| 2020  | Crystal Dangerfield | Stany Zjednoczone | Minnesota Lynx     | 16    | 2020  |
| 2021  | Michaela Onyenwere  | Stany Zjednoczone | New York Liberty   | 6     | 2021  |
| 2022  | Rhyne Howard        | Stany Zjednoczone | Atlanta Dream      | 1     | 2022  |
| 2023  | Aliyah Boston       | Stany Zjednoczone | Indiana Fever      | 1     | 2023  |
| 2024  | Caitlin Clark       | Stany Zjednoczone | Indiana Fever      | 1     | 2024  |